# Alby-sur-Chéran
Alby-sur-Chéran település Franciaországban, Haute-Savoie megyében. Lakosainak száma 2643 fő (2022. január 1.). Alby-sur-Chéran Chapeiry, Héry-sur-Alby, Marigny-Saint-Marcel, Mûres, Saint-Félix, Saint-Sylvestre és Viuz-la-Chiésaz községekkel határos.

## Népesség
A település népességének változása:
| Lakosok száma | 2324 | 2528 | 2637 | 2579 | 2577 | 2576 | 2665 | 2665 | 2643 |
|               | 2013 | 2015 | 2016 | 2017 | 2018 | 2019 | 2020 | 2021 | 2022 |